# Ђикац
Ђикац је најизворније старинско затворено мјешовито поскочно личко народно коло.

## Особине кола
Спада у такозвана глува или нијема народна кола, јер се изводи без инструменталне и вокалне пратње. Током играња само се чује команда коловође, звецкање тока на чермама момака, ђендара на прсима дјевојака и веома наглашени ударци стопала играча. Назив Ђикац је изведен из ријечи ђикати, ђисати или ђипнути, што значи скочити, скакати, високо са поскоцима играти, јер је то карактеристично код овог кола. Ово коло постоји и у осталим крајевима динарског подручја истог или сличног назива, на Кордуну је Ђикац, у Буковици Буковачко коло, а у Босанској Крајини Гламочко коло, које се игра на истовјетан начин или са малим разликама. У Ђикац-колу не преовладава љепота играња, већ снага момака и дјевојака.

## Играње кола
Ђикац је веома живахно и енергично коло, а извођачи га, ухваћени у круг лицем у лице, држећи се чврсто за руке, са полусавијеним тијелом и кољенима, са раширеним ногама, изводе грубо, оштро и из све снаге, да се земља тресе, под командом једног од играча коловође, који својим громогласним командама, усмјерава темпо и начин играња односно извођења. У овом колу је посебно наглашено ударање ногама односно стопалима од подлогу на којој се игра, са ослањањем тијела на читаво стопало, такозвано табанање. Игра се слободно, опуштено, без чврстих правила (кореографије), осим што се слуша и поступа по команди коловође, према претходно таксативно наведеним командама. На команду крени коло играчи крећу лијевом ногом у лијеву страну, корачањем и табањем три пута, а четврти искорак десном ногом према центру кола (унутра), након тога опет три корака, па табанање у мјесту, па поскакивање, па тако наизмјенично редом, с тим да се оштрина игре и темпо, како год коло одмиче, све више појачава и играчи понесени игром не знају стати, а простор на ком се игра буде све мањи, након чега долази до извијања кола. То значи да коловођа командом обрни коло, на тренутак раздваја коло и окреће га у супротном смјеру за 180 степени, тако да играчи долазе у положај да су окренути леђима једни према другима односно према центру кола. На команду коловође поврати коло, играчи се поново враћају у првобитан положај лицем у лице, то јест спајају се поново у круг. Када се коло све јаче захуктава и убрзава, а на команду коловође Коло стој! или Вели Коста, да је кола доста!, коло стаје. Током играња дјевојке и момци су спонтано врискали, а знало се и спонтано запјевати.